# Dampskibsselskabet TORM

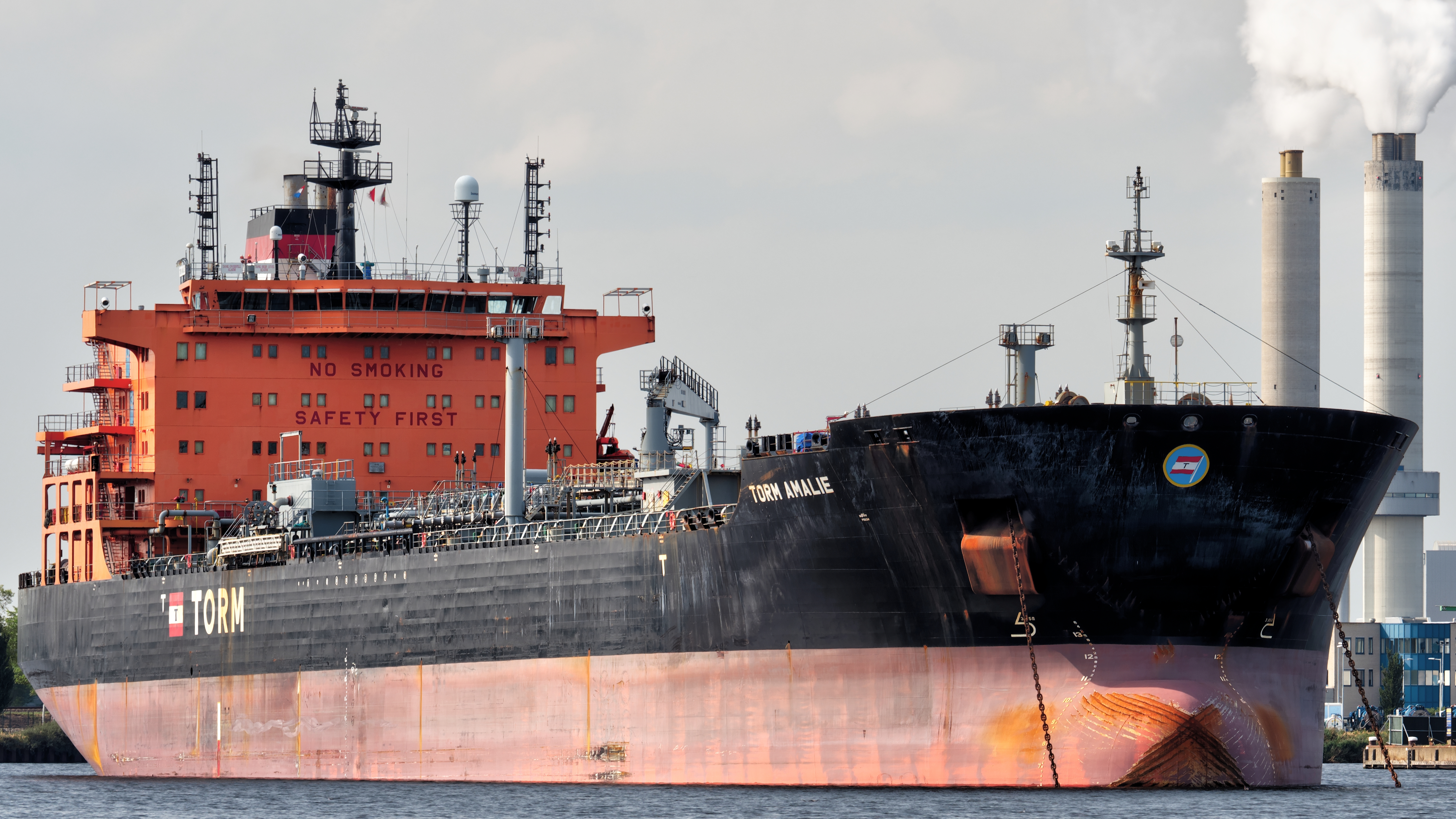
Produktentanker TORM Amalie (IMO 9466025), Hornhaven, 2021

Dampskibsselskabet TORM (TORM) ist eine führende Reederei im Bereich der Produktentanker mit Hauptsitz in Hellerup, Dänemark. TORM besitzt und betreibt eine Flotte etwa 90 Tankern, die unter anderem Benzin, Kerosin, Naphtha und Diesel transportieren.

## Geschichte
TORM wurde 1889 von Kapitän Ditlev Torm (1836–1907) und Christian Schmiegelow gegründet. Zunächst konzentrierte sich das Unternehmen auf Schifffahrt und Fracht in der Nord- und Ostsee, erweiterte seine Aktivitäten nach dem Zweiten Weltkrieg jedoch um die Linienschifffahrt zwischen der nordamerikanischen Westküste und Häfen in Südamerika und dem Mittelmeer. Die Reederei ist seit 1905 an der Börse in Kopenhagen gelistet. Heute ist die TORM Aktie am Nasdaq Kopenhagen und NASDAQ in New York notiert.

## Operatives Geschäft
TORMs operatives Geschäft teilte sich ehemals auf Produkttanker und Schüttgutfrachter auf, wobei das Geschäft mit Produkttankern den Großteil des operativen Geschäfts ausmachte. Im Jahr 2002 verkaufte TORM die Aktivitäten im Linienverkehr an A. P. Møller-Mærsk, um sich auf Massengutfrachter und Produktentanker zu konzentrieren. Im Jahr 2015 wurden die letzten beiden Schüttgutfrachter der Flotte veräußert.
Am 8. Juni 2007, teilte die A/S Dampskibsselskabet TORM (TORM) mit, dass sich TORM und die TeekayCorporation (TEEKAY) auf die Übernahme der OMI Corporation (OMI) geeinigt haben. OMI wurde eine gemeinsame Tochtergesellschaft von TORM und TEEKAY. Im Rahmen dieser Übernahme gingen am 1. August 2007 24 Produktentanker von OMI in den Besitz von TORM über, so dass die Größe der Flotte auf 85 Tanker anstieg. Des Weiteren wurde der technische Betrieb in Indien und Anteile von OMIs Geschäft in den USA übernommen. Im Jahr 2012 besaß das Unternehmen etwa 90 Tanker und 8 Massengutfrachter, hatte ca. 3000 Mitarbeiter und 1,1 Milliarden Umsatz. Dollar.